# Tôn Trung Sơn
Tôn Trung Sơn (chữ Hán: 孫中山; 12 tháng 11 năm 1866 – 12 tháng 3 năm 1925), nguyên danh là Tôn Văn (孫文), tự Tải Chi (載之), hiệu Nhật Tân (日新), Dật Tiên (逸仙), là một chính khách, triết gia chính trị và bác sĩ người Trung Quốc, người đóng vai trò quan trọng trong cuộc Cách mạng Tân Hợi năm 1911 lật đổ triều đại nhà Thanh của người Mãn Châu và khai sinh ra Trung Hoa Dân Quốc.
Ông được tôn xưng là Quốc phụ tại Trung Hoa Dân Quốc và được coi là người tiên phong của cách mạng (Cách mạng tiên hành giả) tại Cộng hòa Nhân dân Trung Hoa. Vợ của ông là Tống Khánh Linh, cũng là một nhân vật cách mạng nổi tiếng. Ông cũng nổi tiếng nhờ việc đề xuất và phát triển chủ nghĩa Tam Dân.

## Cuộc đời

### Học vấn
Ông sinh ngày 12 tháng 11 năm 1866 ở tỉnh Quảng Đông trong một gia đình nông dân khá giả. Năm 13 tuổi, ông đến học ở Honolulu tại tiểu bang Hawaii vì có người anh buôn bán ở đây, ở đây ông học các trường tiểu học và trung học nên chịu ảnh hưởng rất lớn của phương Tây. Năm 1883, ông trở về nước, và năm 1886 ông học Trường Đại học Y khoa Hương Cảng và trở thành bác sĩ năm 1892. Ông là một trong 2 người được tốt nghiệp trong lớp 12 người. Tuy nhiên sau đó thấy tình cảnh đất nước bị các đế quốc chia xé, ông bỏ nghề y theo con đường chính trị.

### Theo Cơ Đốc Giáo
Thời trung học, ông học tại Trường ʻIolani được dạy dỗ bởi những người Anh theo Anh giáo. Tuy trường này không bắt buộc học sinh phải theo đạo nhưng đòi hỏi học sinh dự lễ tại nhà nguyện vào chủ nhật. Tại trường, ông lần đầu tiếp xúc với Kitô giáo và bị ấn tượng sâu đậm. Theo Schriffin, Kitô giáo đã có ảnh hưởng lớn tới toàn bộ cuộc đời chính trị trong tương lai của Tôn Dật Tiên. Sau này ông được báp-tem tại Hồng Kông bởi một nhà truyền giáo Hoa Kỳ và trở thành một tín hữu Tự trị giáo đoàn (Congregational church, Công lý hội). Ông tham dự Nhà thờ Đạo Tế (道濟會堂, được sáng lập bởi Hội Truyền giáo London vào năm 1888) trong khi học Y khoa ở Hồng Kông. Việc ông theo Cơ Đốc Giáo liên hệ tới những lý tưởng cách mạng và nỗ lực cải tiến đất nước. Tuy nhiên việc ông có thật sự tin theo Cơ Đốc Giáo hay không vẫn còn tranh cãi.

### Lập gia đình
Tôn Trung Sơn làm đám cưới với Tống Khánh Linh, người vợ thứ hai, sau này cũng làm Chủ tịch danh dự nước Cộng hòa Nhân dân Trung Hoa. Em của bà, bà Tống Mỹ Linh, cưới Tưởng Giới Thạch, và như vậy 2 nhà lãnh tụ trở thành anh em cột chèo. Cha của hai bà là một mục sư Giám lý, kiếm rất nhiều tiền trong các hoạt động ngân hàng, mặc dù là bạn thân của Tôn, những đã nổi giận khi nghe Tôn tuyên bố dự tính cưới Khánh Linh, bởi vì Tôn là một người có đạo và đã có vợ với ba con. Ông cho là Tôn đã đi ngược lại với đạo lý mà họ cùng chia sẻ.
Con trai ông (với người vợ đầu Lô Mộ Trinh hay Lư Mộ Trinh (盧慕貞) là Tôn Khoa (孫科; bính âm: Sūn Kē) sau này làm Thủ tướng Trung Hoa Dân Quốc.
Ngoài hai vợ trên, theo Trung Quốc sử thoại, ông còn quan hệ gắn bó với "bà Nam Dương" Trần Túy Phần, sau đổi tên là Trần Tứ.

### Sự nghiệp chính trị

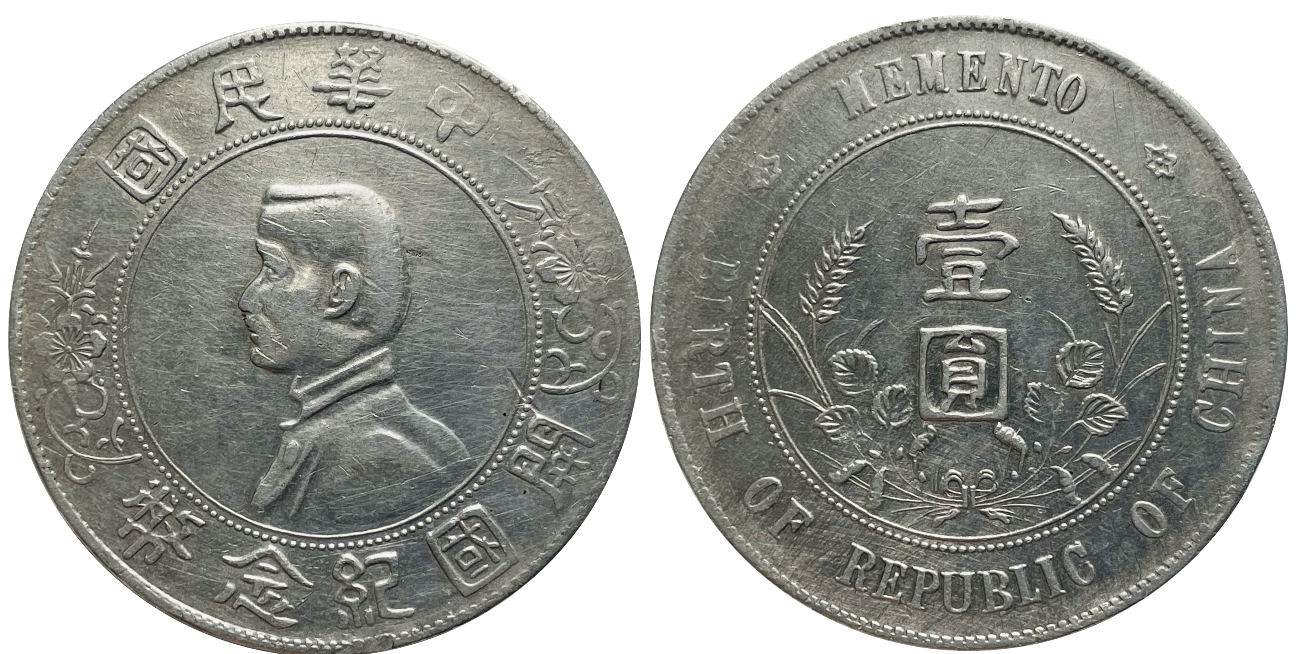
Xu bạc 1 yuan kỷ niệm ngày thành lập của Trung Hoa Dân Quốc (1912 - 1927), với mặt trước là chân dung của Tôn Trung Sơn

Năm 1894, Tôn Trung Sơn sang tiểu bang Hawaii tại Hoa Kỳ tập hợp Hoa kiều cùng chí hướng thành lập Hưng Trung hội với tôn chỉ đánh đổ phong kiến Mãn Thanh, khôi phục Trung Hoa. Ông bị người anh đưa về Trung Quốc vì sợ ông theo Kitô giáo nhưng ông đã trở lại Hawaii ít nhất hai lần vào 1900 và 1901. Năm 1905, Tôn Trung Sơn hợp nhất Hưng Trung hội với một số tổ chức trong nước lập thành Trung Quốc Đồng minh hội do ông làm Tổng lý. Trên tờ Dân báo, cơ quan ngôn luận của hội, ông đã công bố chủ nghĩa Tam Dân: "Dân tộc độc lập, dân quyền tự do, dân sinh hạnh phúc". Từ 1905 đến năm 1911 Trung Quốc Đồng minh hội tổ chức nhiều cuộc binh biến ở các tỉnh miền Nam nhưng không thành công. Ngày 10 tháng 10 năm 1911, Đồng minh hội vận động được binh sĩ ở Vũ Xương (Hồ Bắc) nổi dậy khởi nghĩa và giành được thắng lợi mở đầu cho Cách mạng Tân Hợi. Phong trào này nhanh chóng bùng nổ ở nhiều tỉnh khác. Ngày 29 tháng 12 năm 1911, Tôn Trung Sơn về nước, được đại hội đại biểu các tỉnh họp ở Nam Kinh đề cử làm Đại Tổng thống lâm thời.
Ngày 1 tháng 1 năm 1912, ông tuyên thệ nhậm chức Đại Tổng thống Lâm thời Trung Hoa Dân Quốc tại Nam Kinh. Nhưng một tháng sau, ông nhường chức này cho Viên Thế Khải với điều kiện Viên Thế Khải bắt vua nhà Thanh thoái vị để thành lập chế độ cộng hòa, nhưng Viên Thế Khải đã phản bội và đàn áp lực lượng dân chủ cộng hòa.

## Ảnh hưởng
Tôn Trung Sơn là nhân vật độc đáo trong số các nhà lãnh đạo Trung Quốc thế kỷ XX, với danh tiếng lớn tại cả Trung Quốc đại lục và Đài Loan. Là người khai sinh nên Trung Hoa Dân Quốc, tại Đài Loan ông được tôn xưng là Quốc phụ. Tại đại lục, ông được coi là Cách mạng tiên hành giả ("người tiên phong của cách mạng") và tên của ông thậm chí còn được đề cập tới trong lời tựa Hiến pháp Cộng hòa Nhân dân Trung Hoa.

### Việt Nam

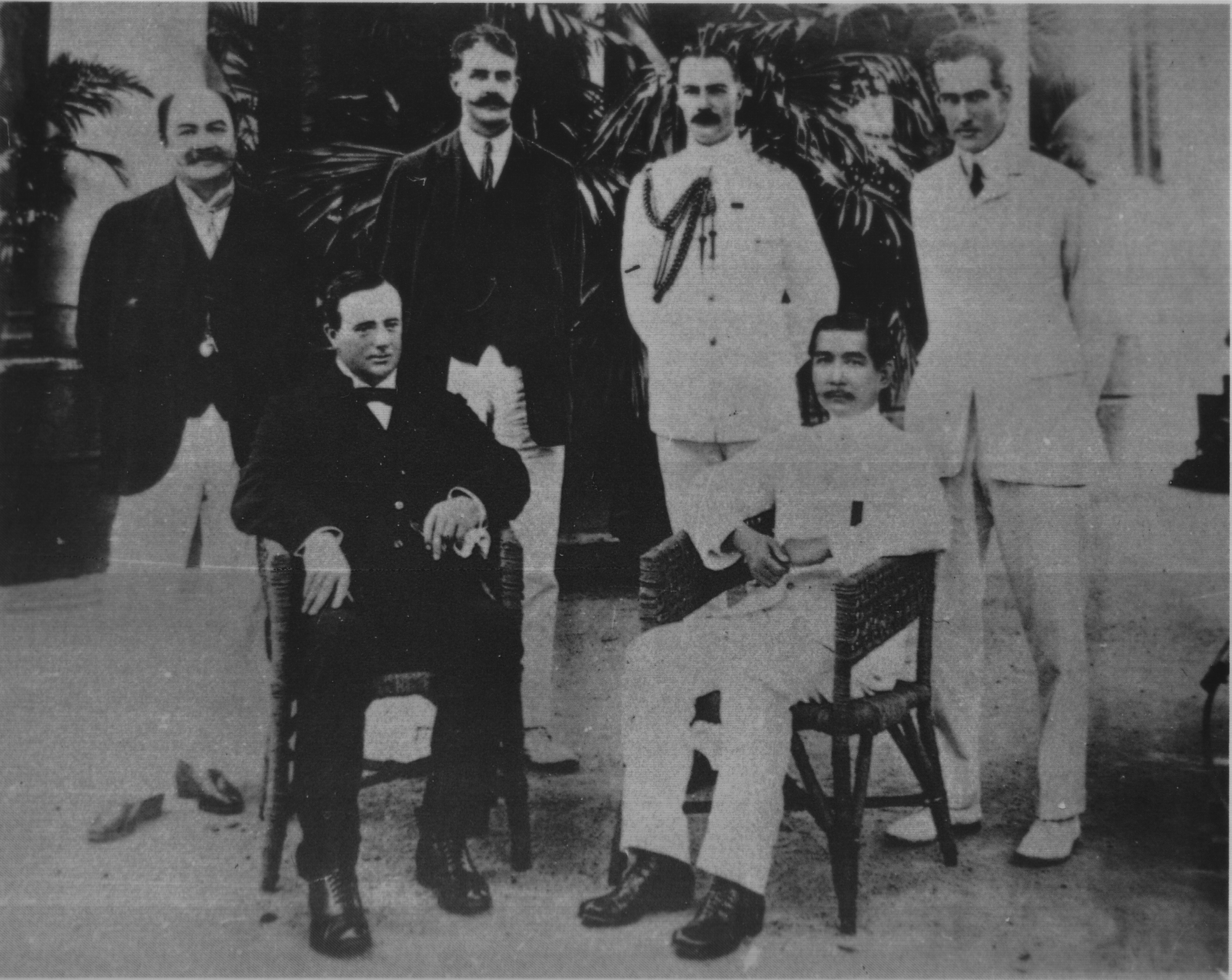
Tôn Văn (ngồi bên phải) gặp các viên chức Pháp tại Hà Nội, 1902

Chủ nghĩa Tam Dân của Tôn Trung Sơn có ảnh hưởng sâu sắc đến phong trào đấu tranh giành độc lập ở Việt Nam. Theo giới sử học Việt Nam, Tôn Trung Sơn có mối quan hệ sâu rộng với cộng đồng người Hoa tại Chợ Lớn, Sài Gòn và Hà Nội. Lần đầu ông đến Việt Nam là tại Sài Gòn vào năm 1900 và kéo dài hơn 2 tuần. Ông tới Hà Nội lần đầu vào tháng 12 năm 1902. Từ khoảng tháng 3 năm 1907, ông hoạt động ở Việt Nam hơn một năm. Tại Hà Nội, ông ngụ ở Hội quán Quảng Đông, số 22 phố Hàng Buồm. Theo nhà sử học Chương Thâu, cựu Trưởng phòng Lịch sử Cận đại thuộc Viện Sử học Việt Nam, một loạt các thế hệ các nhà Cách mạng Việt Nam, từ Phan Bội Châu, Phan Châu Trinh cho tới Hồ Chí Minh đều chịu ảnh hưởng sâu rộng của tư tưởng Tam Dân Chủ nghĩa của Cách mạng Tân Hợi. Ngay cả sau đó, Việt Minh (Việt Nam Độc lập Đồng minh Hội) cũng được tổ chức theo khuôn mẫu của Trung Quốc Đồng minh Hội do Bác sĩ Tôn Dật Tiên sáng lập tại Trung Quốc năm 1905. Tiêu ngữ của Việt Nam Dân chủ Cộng hòa Độc lập - Tự do - Hạnh phúc được Hồ Chí Minh lấy từ chủ nghĩa Tam Dân của Tôn Trung Sơn vẫn được nhà nước Việt Nam dùng cho đến nay.

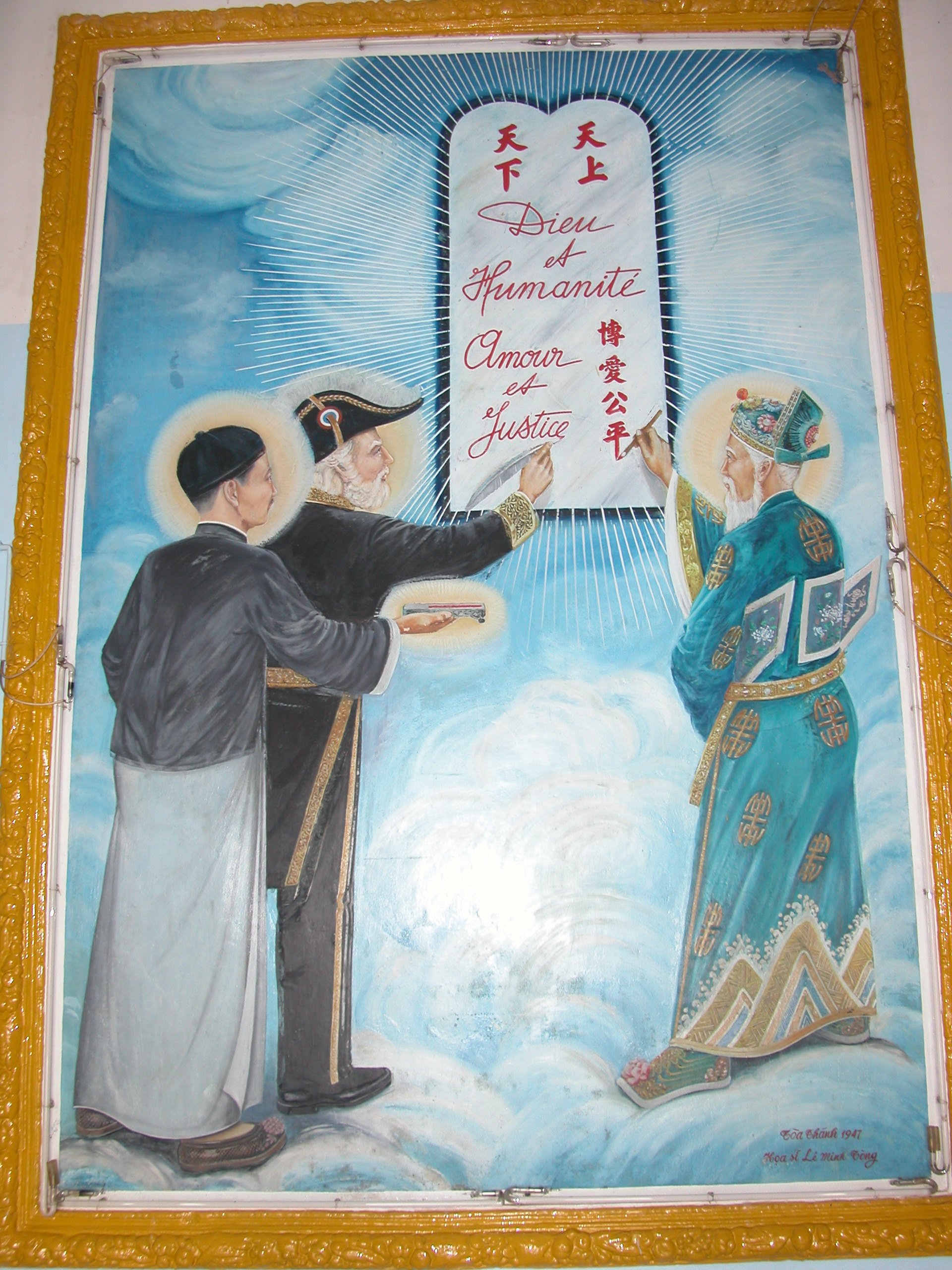
Cao Đài Tam Thánh, từ trái sang phải: Tôn Trung Sơn, Victor Hugo và Nguyễn Bỉnh Khiêm.

Tôn Trung Sơn được tôn kính trong đạo Cao Đài như là một trong Tam Thánh ký Thiên Nhân Hòa ước lần thứ ba. Ngay chính điện của Thánh thất Cao Đài ở Tây Ninh hiện còn treo bức tranh Tam Thánh ở chỗ trang trọng nhất. Tại Quận 7, Thành phố Hồ Chí Minh có một con đường mang tên Tôn Dật Tiên.

## Tên
- Phả danh (theo gia phả): Tôn Đức Minh (孫德明)
- Ấu danh, tiểu danh (sơ sinh): Tôn Đế Tượng (孫帝象)
- Nguyên danh, đại danh (phổ biến đương thời): Tôn Văn (孫文)
- Biểu tự (tên chữ): Tải Chi (載之)
- Giáo danh (tên thánh): Nhật Tân (日新)
- Tên phương Tây: Tôn Dật Tiên (孫逸仙 Sun Yat-sen)
- Tên Nhật Bản: Trung Sơn Tiều (中山樵 Nakayama Shō)
- Tên phổ biến: Tôn Trung Sơn (孫中山)
- Danh hiệu: Quốc phụ (國父)